# Austropholcomma walpole
Espèce
Austropholcomma walpole est une espèce d'araignées aranéomorphes de la famille des Anapidae.

## Distribution
Cette espèce est endémique du South West en Australie-Occidentale,. Elle se rencontre dans le parc national Walpole-Nornalup et le parc national du Mont Frankland.

## Description
Le mâle holotype mesure 0,67 mm et la femelle paratype 0,71 mm.

## Étymologie
Son nom d'espèce lui a été donné en référence au lieu de sa découverte, le parc national Walpole-Nornalup.

## Publication originale
- Rix & Harvey, 2010 : The spider family Micropholcommatidae (Arachnida, Araneae, Araneoidea): a relimitation and revision at the generic level. ZooKeys, vol. 36, p. 1-321 (texte intégral).